# Atractus depressiocellus
Atractus depressiocellus är en ormart som beskrevs av Myers 2003. Atractus depressiocellus ingår i släktet Atractus och familjen snokar. Inga underarter finns listade.
Arten förekommer i Panama och norra Colombia. Honor lägger ägg.